# Kostel svatého Rocha (Paříž)
Kostel svatého Rocha (fr. Église Saint-Roch) je katolický farní kostel v 1. obvodu v Paříži, vrcholně barokní trojlodní bazilika na nároží ulic Rue Saint-Honoré a Rue Saint-Roch, postavený v letech 1653-1722 na starších základech.

## Historie

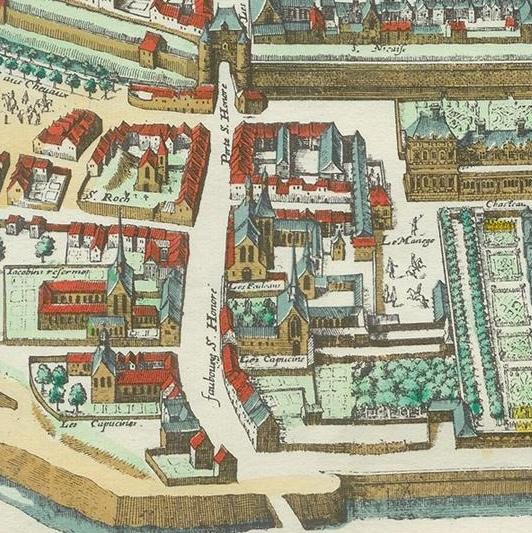
Situace kaple ve čtvrti Saint-Honoré, Mérianův plán, 1615

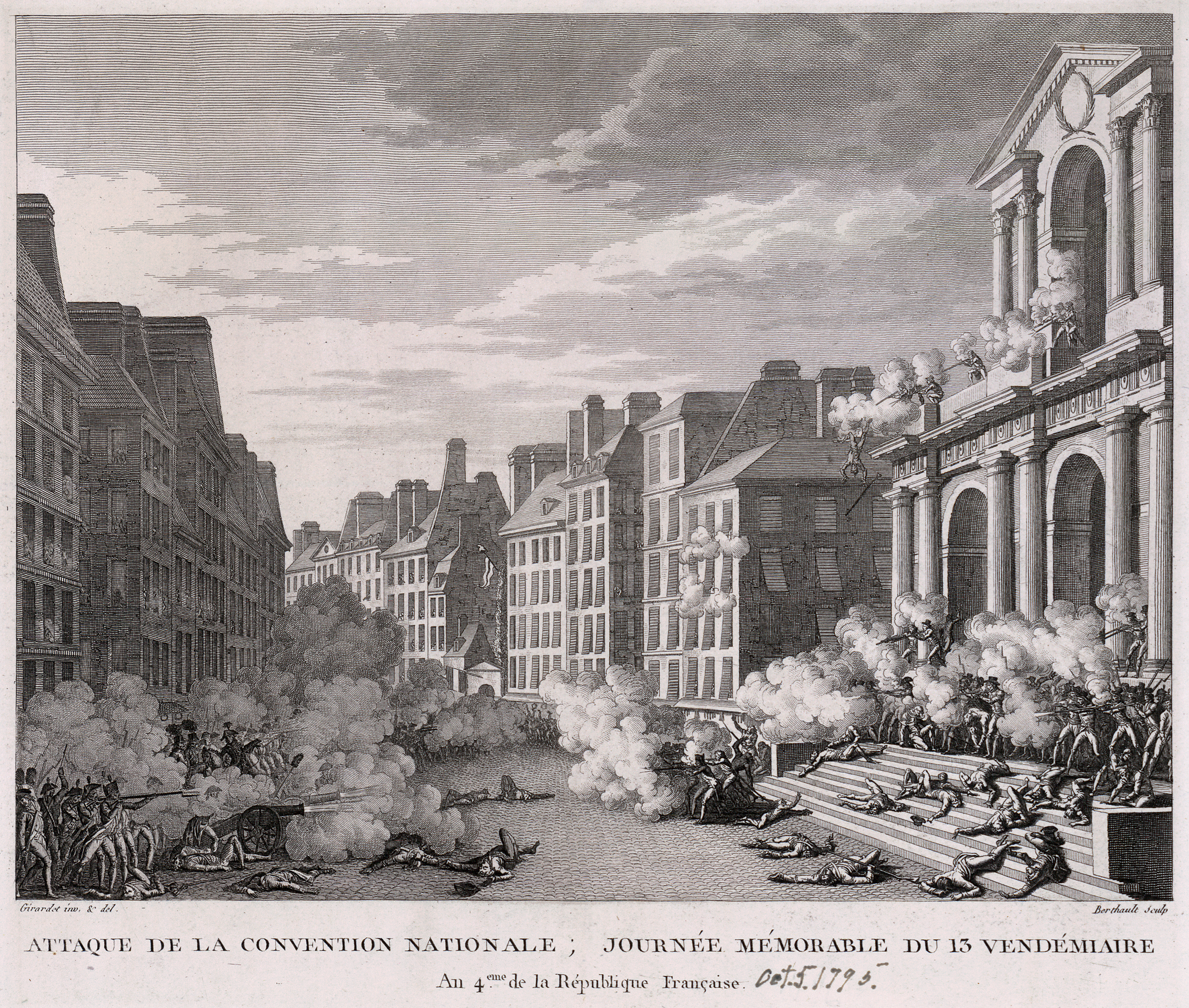
Napoleonův útok Národního konventu proti royalistům, 1795

V roce 1521 zde pařížský obchodník Jean Dinocheau postavil kapli zasvěcenou svaté Zuzaně. Tehdy se nacházela ještě na předměstí za bránou sv. Honoria pařížských hradeb. V době hugenotských válek v roce 1577 se donátorův synovec Étienne Dinocheau přidal k royalistům a rozšířil kapli na kostel, jehož patronem zvolil svatého Rocha. V roce 1629 se kostel stal farním a dne 23. března 1653 budoucí král Ludvík XIV. se svou matkou Annou Rakouskou položil základní kámen nové stavby kostela. Výstavba nové budovy trvala až do roku 1722 a podíleli se na ní postupně architekti Jacques Lemercier, Étienne-Louis Boullée, Jules Robert de Cotte, Jules Hardouin-Mansart, Pierre Bullet a Robert de Cotte. Kvůli nedostatku finančních prostředků byla stavba v roce 1660 na několik let zastavena a byly dokončeny pouze transept a loď. V roce 1690 byla dokončena stavba transeptu, zaklenutím kupole v kříženía vystavěn segment chóru s ochozem a chórovými kaplemi. Byly však zakryty pouze dočasnou dřevěnou střechou. V roce 1701 Jules Hardouin-Mansart začal se stavbou chórové kaple zasvěcené Panně Marii, zaklenuté hlavní chrámovou kupolí, kterou po jeho smrti dokončil Pierre Bullet. Poté byly práce opět přerušeny. Stavba pokračovala v roce 1719 díky financím bankéře Johna Lawa, který financoval střechu a fasádu kostela. V letech 1728-1736 Robert de Cotte přistavěl věž vpravo od chóru.
V roce 1735 byla zničena fasáda věže. Robert de Cotte navrhl trojosé dvoupatrové průčelí, které pravděpodobně realizoval až jeho syn Jules-Robert v roce 1739. Spodní patro zdobí dva páry dórských sloupů, horní patro je rytmizováno dvěma dvojicemi sloupů korintských. V roce 1754 Louis-Etienne Boullée přistavěl na východní straně chóru kapli Kalvárie, která byla zásadním způsobem přestavěna v polovině 19. století.
V roce 1756 Jean-Baptiste Pierre namaloval obraz Nanebevzetí pro kupoli kaple Panny Marie. V roce 1758 byla postavena barokní kazatelna se štukovým baldachýnem na severní straně hlavní lodi, která však byla dvakrát upravena do odlišné podoby. Kaple Kalvárie byla upravena na kapli Katechismu v roce 1850 a zcela přestavěna. V roce 1879 byla stržena věž na jižní straně kvůli rozšíření komunikace Avenue de l'Opéra.
Během Velké francouzské revoluce byl kostel roku 1789 vypleněn. Roku 1795 zde Napoleon Bonaparte s vojáky Národního konventu dal střílet do royalistů. Byly zničeny všechny sochy v průčelí kostela, vitráže kromě středu jednoho okna s monogramem zakladatelů a letopočtem 1710 v severní postranní lodi, rozbita část sochařské výzdoby oltářů a poničena část výzdoby kleneb. Sousední zrušený klášter ovládli jakobíni a 27. října 1798 jej proměnili kostel na Chrám Rozumu. Po návratu Bourbonů byla pořízena nová vnitřní výzdoba, která zahrnuje malby kleneb hlavní lodi, větší část obrazů, soch a byla přesvěcena část kaplí.
Kostel je od roku 1914 chráněn jako historická památka.

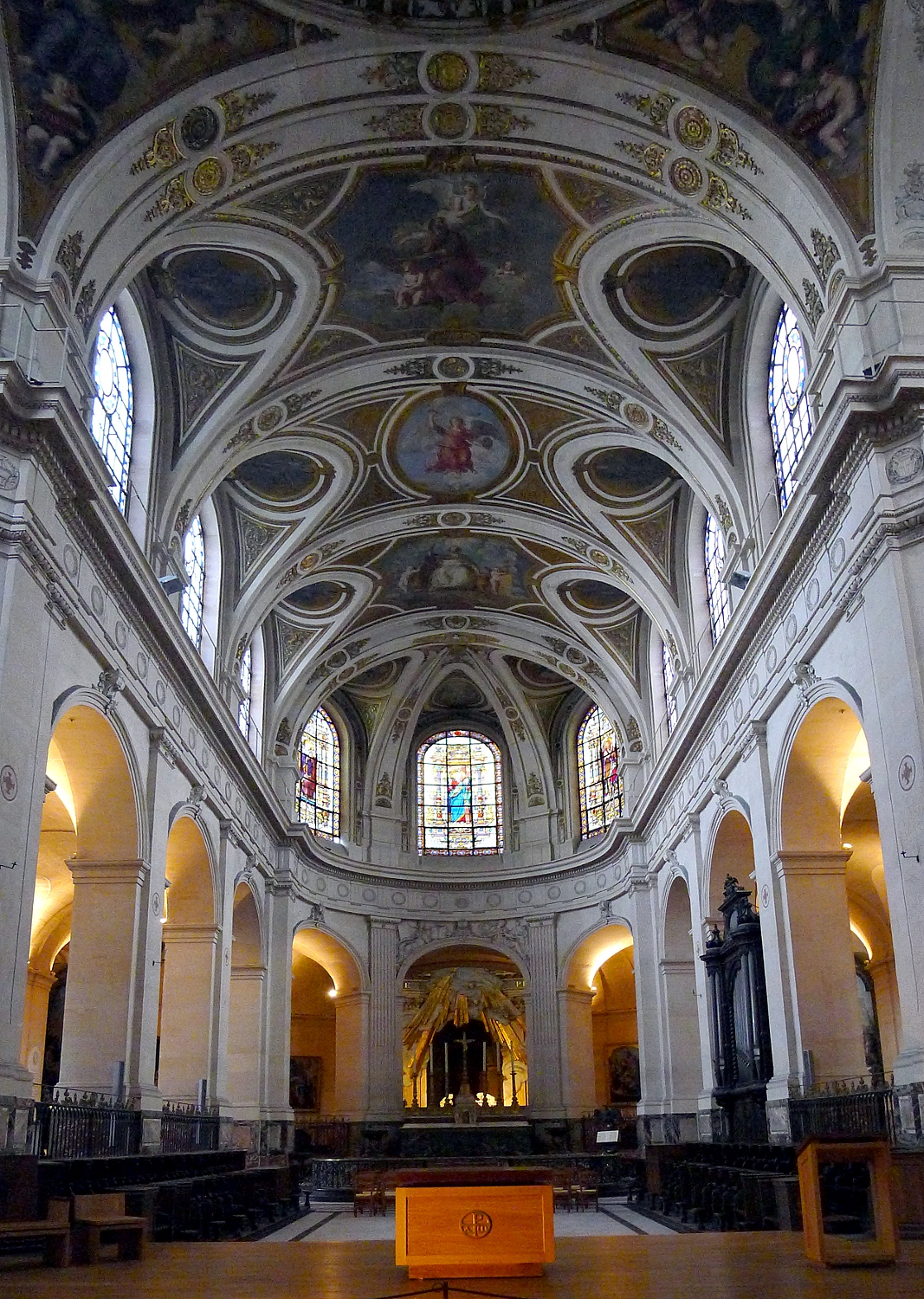
Chór kostela

## Architektura
Kostel je trojlodní bazilika s valenou klenbou s výsečemi, s kupolí v transeptu a s hlavní kupolí nad mariánskou kaplí uprostřed ochozu na půdorysu kruhu, připojeného ke stavbě z východu.
Původní plány navrhl architekt Jacques Lemercier. Se svými 126 metry délky patří stavba k největším kostelům v Paříži. Stavba byla inspirována některými jezuitskými kostely, jejichž koncepce byla přizpůsobena katolické liturgii ve znění Tridentského koncilu a provozu poutního chrámu, v němž může zástup věřících obejít široký ochoz chóru, zvaný deambulatorium. Tento architektonický model se ve Francii na počátku 17. století objevil v několika variantách, a to zejména v Paříži jako bývalý kostel kláštera feuillantů (1600-1608), kostel kláštera bosých karmelitánů (1613-1620), původně jezuitský kostel svatého Pavla a Ludvíka (1627-1641), jezuitský noviciát (1634) a kaple sv. Voršily v Sorbonně (1634). Absence zvonice, která byla zbořena v 19. století, je řešena zavěšením zvonů ve krovu kostela, jeden zvon - umíráček stojí na podlaze chóru.

### Kaple Kalvárie
Kaple byla postavena v roce 1754 podle návrhu Étienna Maurice Falconeta v prostoru bývalého hřbitova severo-východně od kostela a připojena k ochozu kostela. Její architekturu provedl architekt Étienne-Louise Boullée. Jeho stavba byla v roce 1850 rozšířena o tři výklenky s monumentálními skupinami soch: vlevo Přibíjení Krista na kříž, uprostřed Ukřižování, vpravo Ukládání Krista do hrobu. Objednalo je, stejně jako ostatní výzdobu kostela, město Paříž. Dnes je kaple přístupná ze dvou stran: vraty ze severní strany (z ulice sv. Rocha,Rue Saint-Roch), nebo z ochozu u z kaple Panny Marie.

### Kaple Uctívání
Kaple byla postavena v roce 1715 na náklady finančníka Johna Lawa. Nachází se na severojižní ose kostela jako rozšíření kaple Panny Marie ve formě její niky. Je osvětlena pouze dvěma okny.

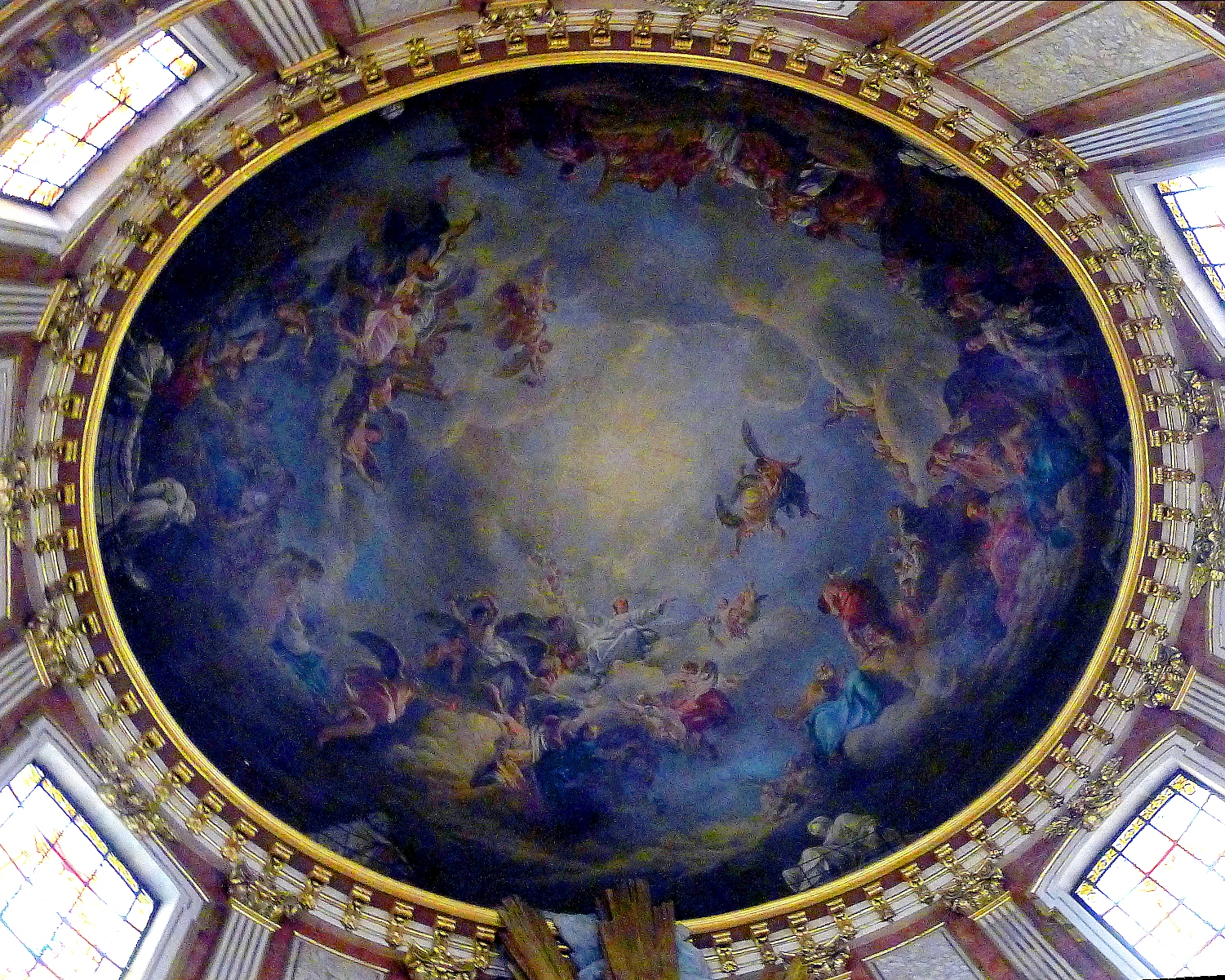
Freska v kapli Panny Marie

### Kaple Panny Marie
Kaple segmentem obvodové zdi prodlužuje chór směrem na severovýchod. Stavbu navrhl Jules Hardouin-Mansart a byla realizována v roce 1709 z peněz získaných loterií. V kapli se mísí prvky baroka a klasicismu. Její kupole je pokryta freskou Nanebevzetí Panny Marie, kterou namaloval v letech 1749-1756 Jean-Baptiste Marie Pierre. V roce 1932 byla restaurována. Oltář Narození Páně tvoří monumentální štukatury s paprsky betlémské hvězdy nad barokními sochami klečící Panny Marie a sv. Josefa u jeslí s dítětem Ježíšem, po stranách adorované sochami sv. Jeronýma a sv. Barbory.

## Malířská a sochařská výzdoba
- Křestní kaple - obraz sv. apoštola Filipa, který křtí etiopskou královnu; křtitelnice s bohatou plastickou výzdobou víka (1854)
- Kaple sv. Jana Křtitele: barokní sousoší Křtu Páně
- Kaple sv. Zuzany - nástěnná malba Oplakávání umučené sv. Zuzany (1853)
- Transept: Dvojice protějškových barokních oltářů pařížských svatých patronů
  - Oltář sv. Diviše; obraz Joseph-Marie Vien: Biskup sv. Diviš káže věřícím Pařížanům
  - Oltář sv. Jenovéfy; Jean-Baptiste Marie Pierre: Obraz svatá Jenovéfa zázračně uzdravuje nemocnou morem (1752-1756)
- Kaple sv. Františka z Pauly
- Kaple sv. Františka Saleského: nástěnná malba sv. František zachraňuje bloudícího ve sněhu

## Galerie

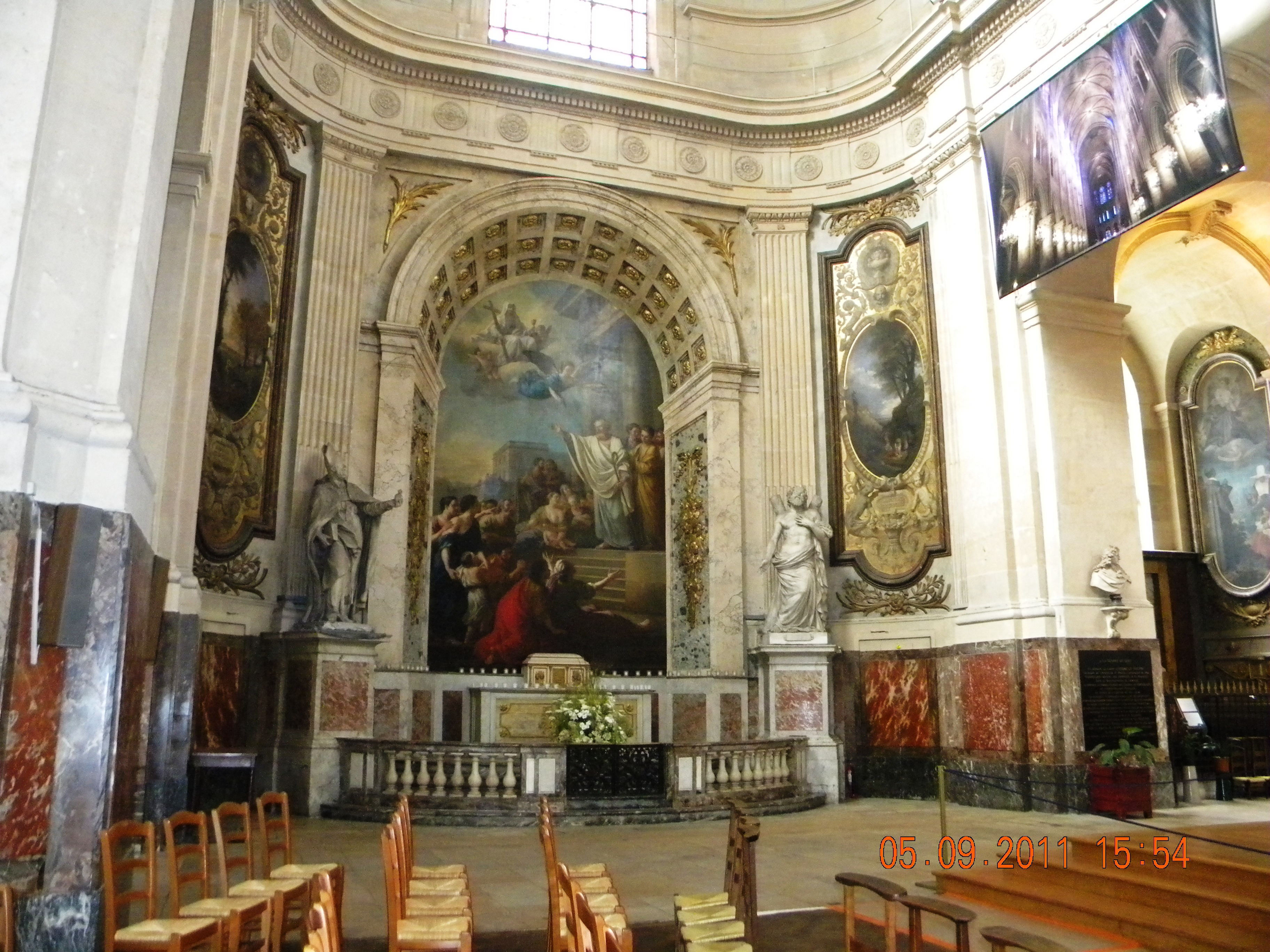
Oltář sv. Diviše v transeptu
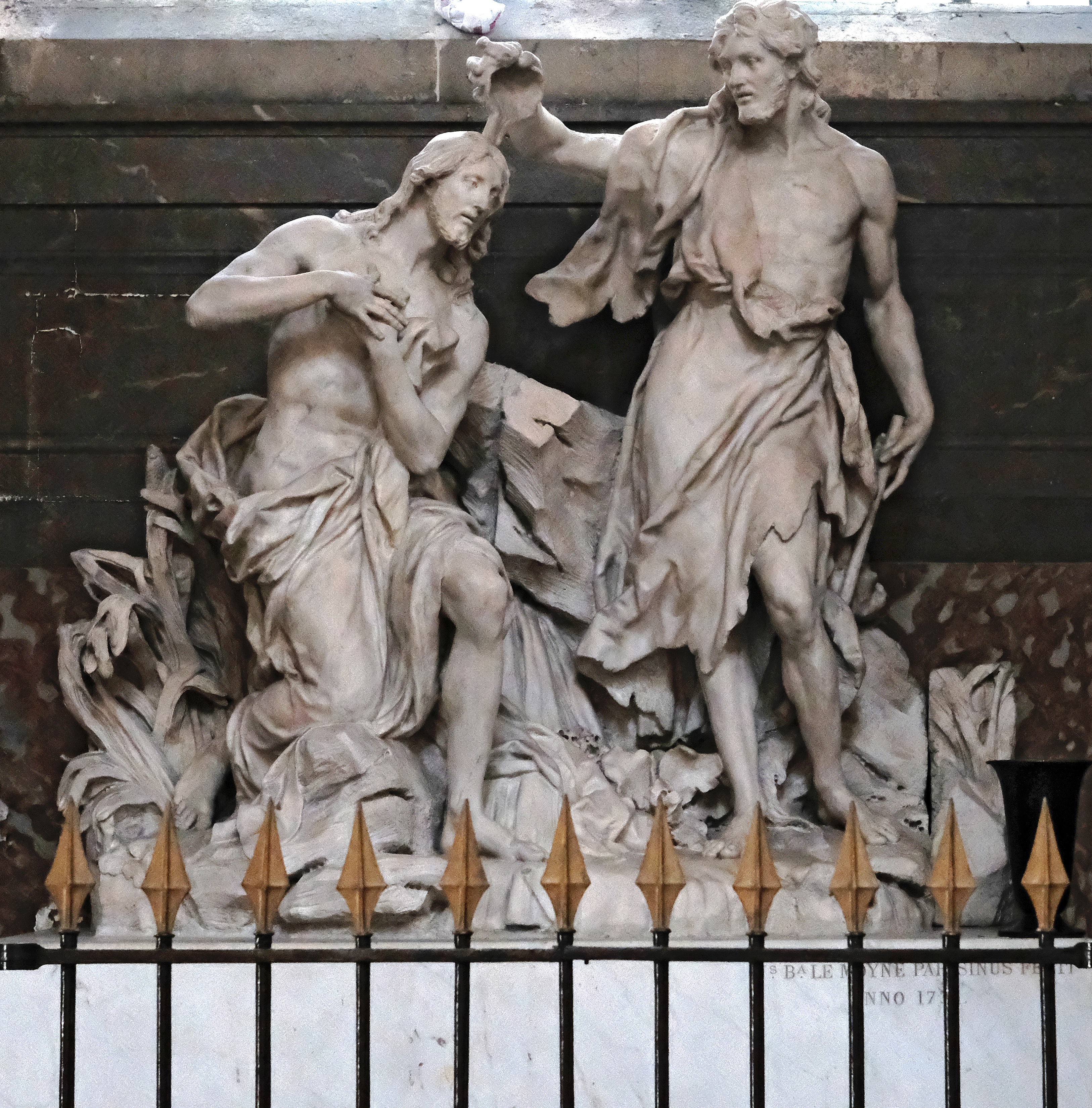
Jean-Baptiste Le Moyne: Křest Kristův v kapli sv. Jana Křtitele
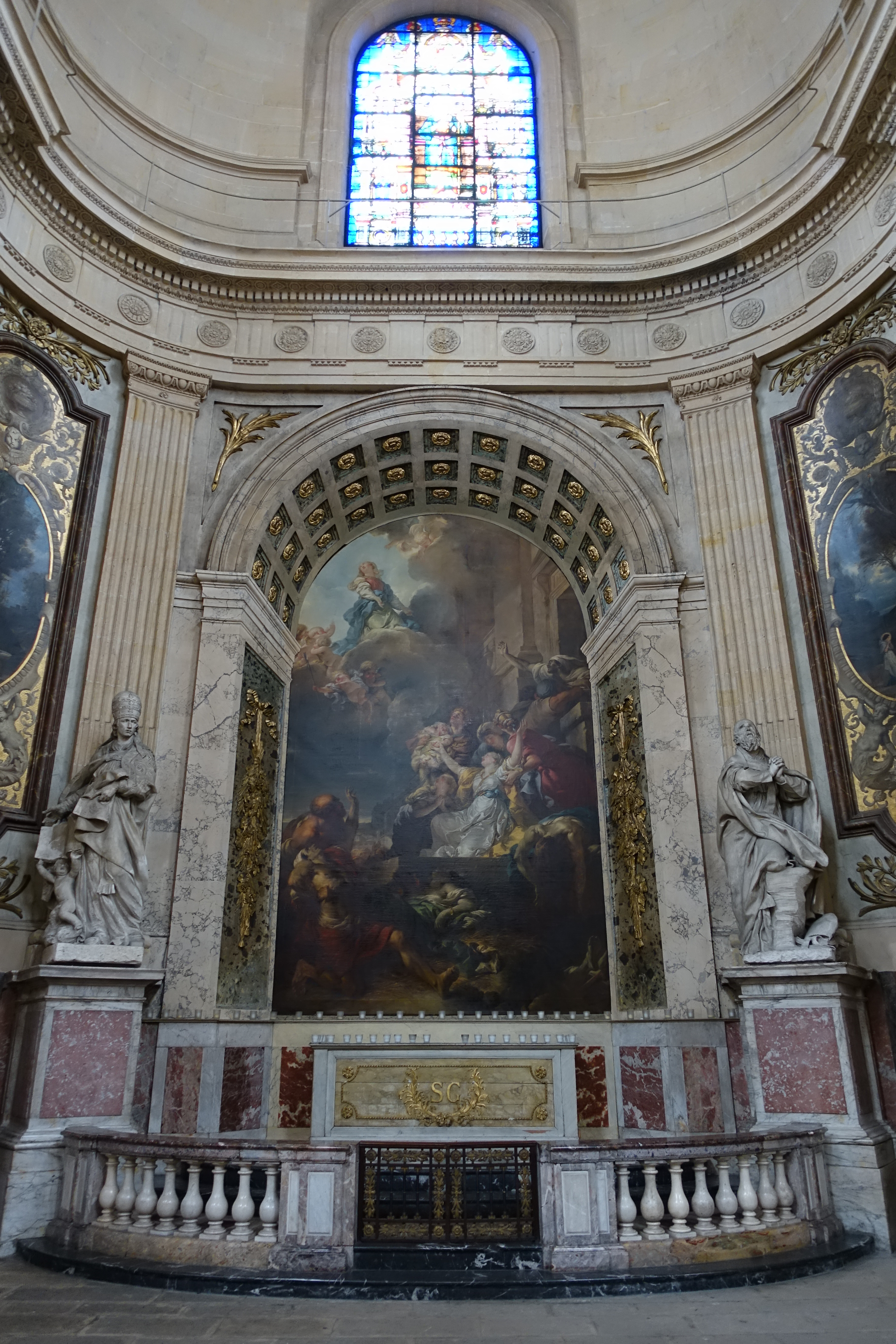
Svatá Jenovéfa uzdravuje nemocnou morem

## Varhany
Autorem prospektu velkých varhan na kruchtě na západní straně z roku 1842 je Aristide Cavaillé-Coll, varhany postavil Louis-Alexandre Clicquot. Druhé varhany jsou vestavěny do výklenku ochozu chóru. Společnost Les Heures Musicales de Saint-Roch tvoří pravidelně hudební složku bohoslužeb, a také v kostele pořádá koncerty starého i současného sborového zpěvu.

## Pohřbení v kostele
- admirál César de Vendôme (1594-1665)
- sochař François Anguier (1604-1669)
- dramatik Pierre Corneille (1606-1684)
- sochař Michel Anguier (1612-1686)
- spisovatelka Antoinette Des Houlières (1634-1694)
- Zahradní architekt André Le Nôtre (1613-1700)

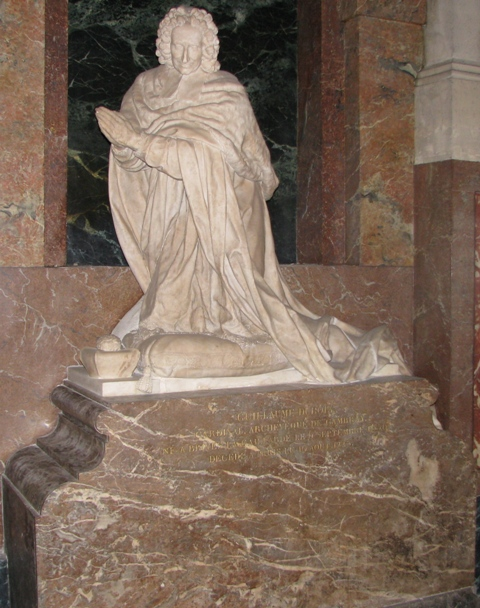
Hrob kardinála Duboise

- kardinál Guillaume Dubois (1656-1723)
- Admirál René Duguay-Trouin (1673-1736), jeho ostatky byly přeneseny v roce 1973 do katedrály svatého Vincenta v jeho rodném Saint-Malo
- nejstarší nemanželská dcera Ludvíka XIV. Marie Anna Bourbonská (1666-1739)
- maršál Francie Claude François Bidal d'Asfeld (1665-1743)
- bankéř Ange Laurent Lalive de Jully (1725-1752)
- spisovatel Charles-Jean-François Hénault (1685-1770)
- filozof Claude-Adrien Helvétius (1715-1771)
- básník Alexis Piron (1689-1773)
- Marie-Thérèse Rodet Geoffrin (1699-1777)
- filozof Denis Diderot (1713-1784)
- Admirál François Joseph Paul de Grasse (1722-1788)
- filozof Gabriel Bonnot de Mably (1709-1785)
- filozof Paul Heinrich Dietrich von Holbach (1723-1789)
- kněz Charles-Michel de l'Épée (1712-1789)
- malíř Jean-Honoré Fragonard (1732-1806)
- biskup Gabriel Cortois de Pressigny (1745-1823)